# Pterobryopsis subcrassiuscula
Pterobryopsis subcrassiuscula là một loài rêu trong họ Pterobryaceae. Loài này được Broth. & Paris mô tả khoa học đầu tiên năm 1908.